# 914 a.C.
Il 914 a.C. (CMXIV a.C. in numeri romani) è un anno  del X secolo a.C.

## Morti
- Roboamo, sovrano ebreo antico (n. 972 a.C.)